# Jézus-mozgalom
A Jézus-mozgalom (Jesus movement) egy evangélikál keresztény mozgalom volt, amely az 1960-as évek végén és az 1970-es évek elején az Egyesült Államok nyugati partjain kezdődött és elsősorban Észak-Amerikában, Európában és Közép-Amerikában terjedt el, és az 1980-as évek végéig létezett.

## Eredete
A mozgalom hívei „Jézus-rajongók”nak, „Jézus-embereknek” nevezték magukat. E mozgalom főbb jellegzetessége volt, hogy olyan,  korábban drogfüggő hippiket toborzott, akiket a karizmatikus kereszténység gyakorlására vezetett. A mozgalom követői kommunákban éltek. A hippik stílusa és jellegzetességei közül sok mindent megtartottak, de megváltoztatták annak tartalmát pl.: a szabad szerelem tanítása Isten és emberek iránti szabad szeretet lett. A kifejezéseiket is átalakították („One Way”), az egyénre való összpontosítást Istenre való figyelésre változtatták. A „hulló sav” (dropping acid) kifejezést „Just drop Jesus”-ra változtatták. Smith és Lonnie Frisbee exhippi, aki az egyház "evangélistája" volt, valamint John Higgins, 1965-ben közösen létrehoztak egy kommunnát "Családi csodák" néven. The House Miracles   Ennek keretén belül kezdték felkarolni a hippimozgalomban csalódott fiatalokat. A legtöbb egyház az Egyesült Államokban visszautasította a „Jézus rajongókat”. Chuck Smith Charles Ward Smith, aki 1960-ban a pünkösdista International Church of the Foursquare Gospel  lelkipásztora volt, támogatta őket. Chuck Smith a mai Calvary Chapel mozgalom volt vezetője. Igaz ugyan, hogy Lonnie Frisbee volt kezdetben a Calvary Movement kulcsfigurája, neki köszönhető, hogy a Calvary Chapel Amerika-szerte közismertté vált. A Jézus-mozgalom egy olyan kulturális-vallási mozgalom volt, mely a hippimozgalom után nem sokkal ahhoz hasonlóan „kihalt”, és idővel elvesztette kulturális jelentőségét, fontosságát. A társadalom időközben olyan mértékben változott meg, amellyel a Jézus-mozgalom nem tudott lépést tartani. Az 1980-as évekre a Jézus-mozgalom nagyobb része megszűnt, illetve a Calvary Chapel, és a "Jézus emberek" kommuna Jesus People szervezetek keretei közé szorult vissza.

### Calvary Chapel
A Calvary Chapel az 1960-as években kb. 20-fős gyülekezettel jött létre, alapítója Chuck Smith. Lonnie Frisbee közreműködésével a taglétszáma több ezer főre ugrott. Magyarországon Golgota Keresztény Gyülekezet néven működik.
Szolgálnak a legkülönbözőbb felekezetekben.

## A Jézus-mozgalom peremjelenségek

### „Jézus emberek” kommuna
Az úgynevezett „Jézus emberek” kommuna  mára  körülbelül 450 fős közösség, melyet Chicago szegénynegyedében található Uptownnak neveznek. A tagjai vagyonközösségben élnek, a szervezet által működtetett üzletekben dolgoznak. A bár a szervezet a "Jézus-mozgalom" részeként indult 1989 ban az Evangelical Covenant Church-höz csatlakozott.

### "Isten Gyermekei" (szervezet)
Az "Isten Gyermekei" The Children of God (COG) hippi-pünkösdista szexkultusz a Jézus-mozgalom hatása alatt jött létre. Később hívták úgy mint "A szeretet családja", vagy "A Család", mai neve Family International,  David Brandt Berg 1968-ban alapított az amerikai Californiai Huntington Beachben. A Jézus-mozgalom peremjelenségeként jelent meg,  mely a pünkösdizmus karizmatikus tanait a hippi mozgalom  illetve a szexuális forradalom tanaival Sex Revolution for Jesus! ötvözte. A gyülekezeten belül megengedettek a házasságtörő heteroszexuális kapcsolatok. Leghíresebb tanításuk a "flörtölős halászat", flirty fishing, volt, melyet ma már nem gyakorolnak. Ennek lényege az volt, hogy szexuális flörtöléssel kellett a szervezetbe "csábítani" idegeneket. Egyik leghíresebb tagjuk Charles Manson amerikai bűnöző volt, akit többek közt az 1960-as években elkövetett Tate-LaBianca gyilkosságok kiterveléséért ítéltek el. Az Egyesült Államok folklórjában a gonosz egyik megszemélyesítő szimbólumává vált.

## A „Jézus-mozgalom” és a zene
A modern keresztény zene szorosan összekapcsolódott a Jézus-mozgalommal. Ez főleg a népzenét foglalta magába, de megtalálható volt benne a punk rock, a "keresztény metál",  és az ezek közötti átfedések is. A Jézus Emberek mozgalomnak külön együttese volt, akik „Szolga”-nak nevezték magukat. Az ilyen fajta keresztény zene a 60-as évek Jézus mozgalmában indult útnak. Több zenei együttes is létrejött a Jézus mozgalmon belül, akiknek tagjai később a mozgalom vezetőivé váltak (pl.: Keith Green). Ezek a zenekarok jórészt ma is léteznek.

## Lásd még
- Lonnie Frisbee
- Hippi
- Calvary Chapel
- Ellenkultúra

### Film
Frisbee: The Life And Death Of a Hippie Preacher (Egy hippy prédikátornak élete és halála) By Dennis Harvey A Jester Media production. Produced, directed by David Di Sabatino. Camera (color, DV), Di Sabatino; editor, Ron Zauneker; music, Larry Norman; sound, Zauneker. Reviewed at Mill Valley Film Festival, Oct. 16, 2005. Running time: 95 MIN.

### Bibliográfia
- Jesus People: a religious movement in a mid-western city by Bookman, Sally Dobson Ph.D., University of California, Berkeley, 1974; AAT 0287691
- Jesus people to Promise Keepers: A revival sequence and its effect on late twentieth-century evangelical ideas of masculinity by Chrasta, Michael James, Ph.D., The University of Texas at Dallas, 1998, 316 pages; AAT 9910768
- The origins, nature, and significance of the Jesus Movement as a revitalization movement by Smith, Kevin John, D.Miss., Asbury Theological Seminary, 2003, 656 pages; * The Jesus People Movement by David Di Sabatino,: An Annotated Bibliography and General Resource (Westport, CT: Greenwood Press, 1999).
- The Jesus People: Old-Time Religion in the Age of Aquarius by  Ronald M. Enroth, Edward E. Ericson and C. Breckinridge Peters(Grand Rapids: William B. Eerdmans, 1972).
- „The Christian World Liberation Front” by Donald Heinz, in The New Religious Consciousness, Charles Y. Glock and Robert N. Bellah, eds. (Berkeley and Los Angeles: University of California Press, 1976) pp. 143–161.
- Communitas to structure : a dynamic social network analysis of an urban Jesus People Community by Ridout-Stewart, Caroline, M.A., McGill University (Canada), 1974;
- The Jesus Movement by Edward E. Plowman, (London: Hodder and Stoughton, 1972).
- A Comparison of the effects of urban and suburban location on strcture and identity in two  Jesus peoplw groups by Gordon, David Frederick, Ph.D., The University of Chicago, 1978
- A theological and historical assessment of the Jesus people phenomenon by Wagner, Frederick Norman, Ph.D., Fuller Theological Seminary, School of Psychology, 1971